# Lundalm

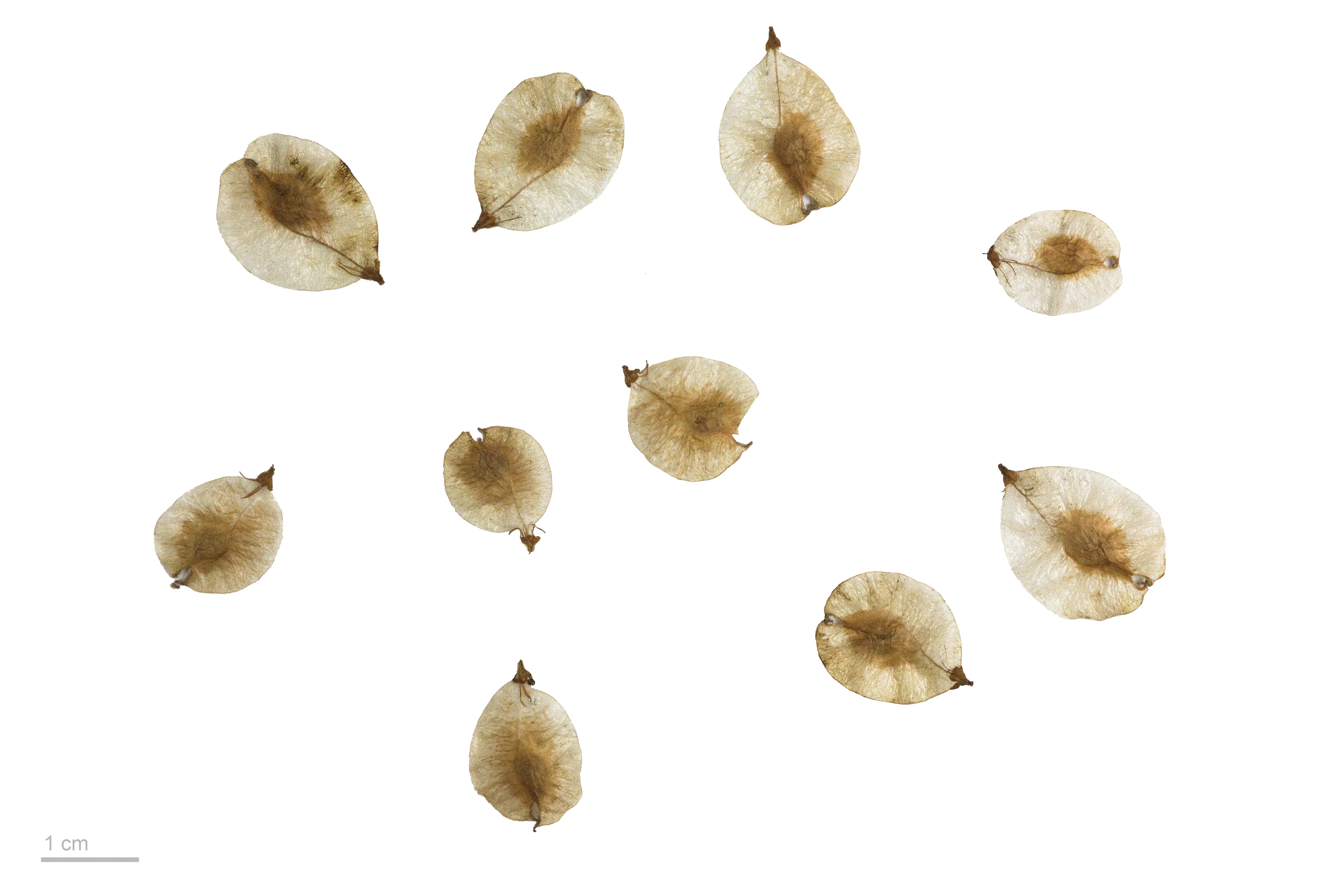
Ulmus minor

Lundalm (Ulmus minor) är en växtart i familjen almväxter. 
Bladen är 6–10 centimeter långa och i stort sett ovala i formen.

## Utbredning och ekologi
Arten förekommer nästan i hela Väst-, Central- och Östeuropa med undantag av Alpernas höga regioner och regioner norr om centrala Litauen. På de brittiska öarna hittas den endast i sydöstra England. Lundalm har inga fasta bestånd på det skandinaviska fastlandet men den växer på Öland och på Gotland. Utbredningsområdet fortsätter över flera Medelhavsöar till norra Algeriet och angränsande områden. I öst når den fram till Turkiet vid Svarta havet och över Kaukasus till norra Iran. Avskilda populationer hittas i centrala Mellanöstern (till exempel Israel).
Lundalm är ett lövfällande träd som växer intill vattendrag. Trädet växer snabbt och det når en höjd upp till 20 meter. Arten kan uthärda såväl vattenmättad mark som torka, starka vindar och jord som är rik på salt. Jämförd med andra almar föredrar arten varmare ställen. Lundalm bildar trädgrupper med bland annat askar, alar, popplar och andra almar. I sistnämnda fall kan hybrider uppstå.
Förökning sker oftast med hjälp av nya skott från rötterna. Nya exemplar skapas även från frön.
Hos lundalm sker blomningen i april och maj innan bladen utvecklas. Flera blommor bildar täta ansamlingar fördelad över kvistarna. Allmänt sitter fröet nära fruktens spets medan fröet av vanlig alm sitter i fruktens centrum. Den lilla skåran i lundalms frö är mer öppen än hos vanlig alm.

## Status
Liksom den vanliga almen kan arten drabbas av almsjuka. I norra Afrika och i västra Asien kan lundalmen uthärda sjukdomen bättre. I Sverige bränns individer som har almsjuka för att skydda de friska träden. Hur sjukdomen påverkar beståndet över hela utbredningsområdet är inte känd. IUCN listar arten därför med kunskapsbrist (DD).

## Hörsholmsalm
Ulmus minor Hoersholmiensis är en kultivar som är uppkallad efter Hørsholm Planteskole i Danmark. Den har spridits därifrån sedan 1885.